# Alexander Lundin
Alexander Lundin (sinh ngày 25 tháng 10 năm 1992 ở Nättraby) là một cầu thủ bóng đá người Thụy Điển thi đấu cho Akropolis IF ở vị trí thủ môn.